# El ojo del Delfín
El ojo del Delfín es una película estadounidense de 2006 dirigida por Michael D. Sellers. Distribuida por Monterey Media. Protagonizada por Carly Schroeder, Adrian Dunbar, George Harris, Christine Adams, Katharine Ross, Andrea Bowen y Jane Lynch. La película se estrenó el 10 de diciembre de 2006 en las Bahamas en el Festival de Cine Internacional de Las Bahamas y el 24 de agosto de 2007 en Estados Unidos.

## Sinopsis
Tras las muerte de su madre, Alyssa (Carly Schroeder), una joven de 14 años que vive con su abuela (Katharine Ross) se va a vivir en la isla de las Bahamas con su padre Hawk (Adrian Dunbar), que trabaja como biólogo marino y un día Alyssa logra tener buena comunicación con los delfines. Cuando unas personas piensan cerrar el laboratorio de investigación de su padre, ella y su amigo delfín logran no dejar que cierre su instalación de biología marina. 

## Reparto
- Carly Schroeder - Alyssa
- Adrian Dunbar - Hawk
- George Harris - Daniel
- Christine Adams - Tamika
- Katharine Ross - Lucy
- Andrea Bowen - Candace
- Jane Lynch - Glinton

- Datos: Q464902